# 길주종이공장
길주종이공장(吉州종이工場)은 조선민주주의인민공화국의 경공업 제조 공장이다.

## 개요
이 공장은 함경북도 길주군에 있는데, 교과서와 공책, 스케치북에 필요한 종이들을 제작하는 공장이다.
이 공장은 1936년에 일본이 산업약탈을 목적으로 목재가공공장으로 창설했다가, 해방이 되자 종이공장으로 변했다.
1946년에 김일성 주석(당시 내각 수상)의 지시로 신문과 교과서, 필기용지와 각종 종이를 만들었으며, 1970년대부터는 로동신문의 용지를 공급하고 있다.